# Wasserstraßen-Neubauamt Hannover

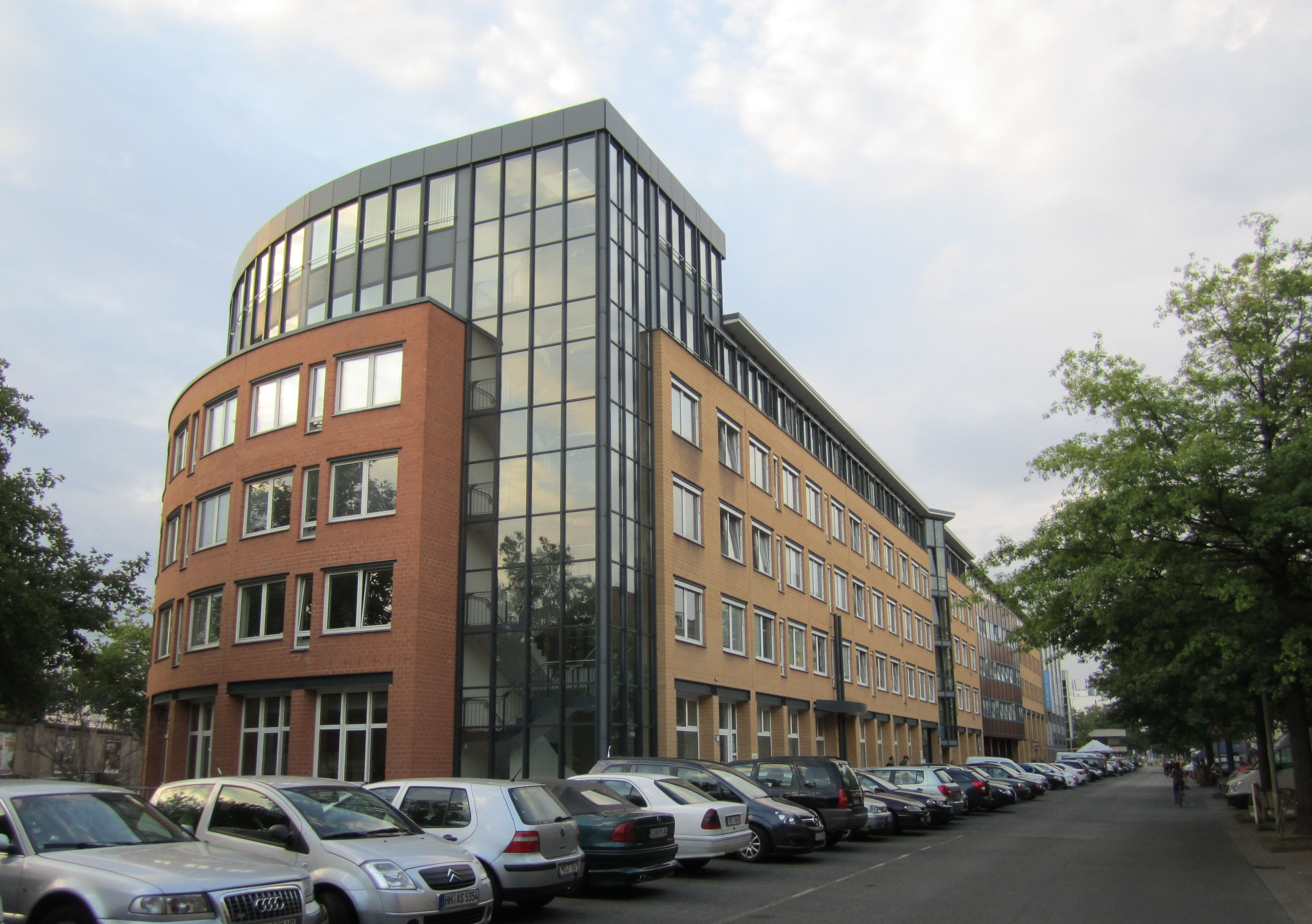
Behördenhaus in der Nikolaistraße, Hannover

Das Wasserstraßen-Neubauamt Hannover ist eines von acht Neubau- bzw. Ausbauämtern der Wasserstraßen- und Schifffahrtsverwaltung des Bundes. Es ist der Generaldirektion Wasserstraßen und Schifffahrt untergeordnet.
Das Wasserstraßen-Neubauamt ist insbesondere zuständig für Neu- und Ausbaumaßnahmen am Mittellandkanal (einschließlich der Stichkanäle nach Osnabrück, Hannover-Linden, Misburg und Hildesheim), am Elbe-Seitenkanal und der Weser.

## Geschichte
Das heutige Wasserstraßen-Neubauamt Hannover geht zurück auf die Einrichtung einer Neubaugruppe im Jahr 1965 am damaligen Wasser- und Schifffahrtsamt Hannover. Im Mai 1969 wurde das Neubauamt für den Ausbau des Mittellandkanals gegründet, das bis Ende Oktober 1971 bestand. Zum 1. November wurde das Neubauamt für den Ausbau des Mittellandkanals aufgelöst und die Aufgaben wieder von der Neubaugruppe des damaligen Wasser- und Schifffahrtsamtes Hannover übernommen.
1978 wurde das Wasser- und Schifffahrtsamt Hannover aufgelöst und eine Außenstelle Hannover des Wasser- und Schifffahrtsamtes Braunschweig eingerichtet. Diese Außenstelle wurde zum 1. September 1981 an das Neubauamt für den Ausbau des Mittellandkanals in Braunschweig angegliedert.
Am 1. Januar 1990 schließlich wurde das für den Ausbau des Mittellandkanals zuständige Neubauamt in Hannover gegründet. Das zu der Zeit bestehende Neubauamt Braunschweig wurde in eine Außenstelle Braunschweig des Neubauamtes Hannover umgewandelt. Am 1. Juni 1992 wurde diese Außenstelle an das für die Umsetzung des Projektes 17 der Verkehrsprojekte Deutsche Einheit neu gegründete Wasserstraßen-Neubauamt Helmstedt, das für den Ausbau des Mittellandkanals zwischen Wolfsburg und Magdeburg zuständig ist, angegliedert.
Ende 2000 wurde das bis dahin bestehende Neubauamt Minden in eine Außenstelle des Neubauamtes Hannover umgewandelt, nachdem die Außenstelle Osnabrück des Neubauamtes Minden bereits zum 1. August 1999 in das Neubauamt Hannover eingegliedert worden war. Am 1. Mai 2003 wurde die Außenstelle Minden aufgelöst. Am 1. Juli 2020 wurde das Neubauamt Hannover in Wasserstraßen-Neubauamt Hannover umbenannt.